# El médico de su honra
El médico de su honra es una obra dramática del escritor Calderón de la Barca, escrita hacia 1637 por lo tanto encuadrada en la literatura barroca. Es una de las obras que tratan el tema del honor, recurrente en sus piezas (y en las obras de otros escritores de la época) y el de los celos, presente también en otras obras de este escritor. 
Calderón trató estos temas en obras de diferente carácter: El médico de su honra es un drama, o puede incluso ser considerado como una tragedia.

Su conflicto principal es el de un marido celoso -don Gutierre- que se convierte en un hombre obsesionado con la deshonra que puede traerle el cortejo de un príncipe real a su esposa (el infante don Enrique, hermanastro o medio hermano del rey don Pedro I de Castilla).

## Argumento
La obra comienza cuando el príncipe don Enrique, con su hermano el rey don Pedro y otros nobles, yendo a caballo de camino a Sevilla, cae del caballo y pierde el conocimiento. El rey sigue camino hacia Sevilla con prisa, y los acompañantes del infante lo introducen en una casa de campo.
La esposa del dueño, doña Mencía, que acude primero, reconoce al herido y queda alarmada y consternada. A través de varias escenas entre don Enrique y doña Mencía, y las confidencias de estos a sus servidores, se aclara que don Enrique, enamorado desde tiempo atrás de doña Mencía, la cortejaba sin éxito, porque como expresa doña Mencía,

"pues soy para dama más, lo que para esposa menos"

Es decir, que no tenía linaje para ser su esposa, y no estaba dispuesta a ser su amante.
Don Enrique se entera en ese momento, con gran congoja, de que doña Mencía se ha casado, y se muestra ofendido pero no ceja en su empeño de conquistarla. Aparece el dueño de la casa, don Gutierre, y los demás disimulan lo que pasa. Don Enrique sigue su camino a Sevilla y el dueño de la casa lo acompaña.
En estas primeras escenas ya quedan mostrados los personajes y el conflicto principal: el rey don Pedro I aparece frío y rígido, sin mostrar gran cariño por su hermano. A lo largo de la obra aparece como un rey brusco y duro, a quien todo el mundo teme, y que, aun intentando ser justo y buen gobernante, fracasa en sus intenciones. Don Enrique es el enamorado empeñado en la conquista de Mencía, sin atender a razones. Doña Mencía, temerosa de su marido y de sus celos, no le confía lo que pasa. Don Gutierre está pendiente sobre todo de aparecer como vasallo fiel y caballero pundonoroso. Ambos esposos hacen grandes protestas de amor conyugal, pero en realidad se trata de sentimientos más bien formales. Mencía le habla a su marido de una tal Leonor a la que sospecha que su marido sigue queriendo; su principal preocupación es la reputación, el honor y el deber, tanto de soltera, cuando rechazó ser amante del infante, como de casada, pero en un soliloquio muestra que amó a don Enrique y que fue y es el honor el que le obliga al silencio y al rechazo, antes y ahora.
En las siguientes escenas, en la ciudad, Leonor acude a pedir justicia al rey don Pedro contra don Gutierre. Así se da conocer que este dio a Leonor promesa de matrimonio, y luego la rompió y la abandonó. Leonor le razona al rey que, como Gutierre entró públicamente en su casa, ahora su honor está comprometido. Puesto que él se ha casado con otra, no puede resarcirle con el matrimonio, de modo que ella pide al rey que obligue a Gutierre a dotarla para que pueda entrar en un convento, pues es pobre. El rey aparece aquí como justiciero y dadivoso con los soldados y quienes le piden justicia o mercedes, pero también duro y de pocas palabras.
Aparece Gutierre y el rey le pide explicaciones. Gutierre confiesa que dejó a Leonor porque supo que un hombre entró en su casa, y sin saber más del asunto, rompió el compromiso. Gutierre se muestra extremadamente celoso y desconfiado. A continuación don Arias, amigo y confidente del infante, declara que fue él, pero porque cortejaba a otra dama que vivía en la misma casa. Don Gutierre y don Arias se enzarzan sin más en un duelo, y el rey, enojado, manda encarcelar a ambos. Leonor, desesperada, maldice solemnemente a don Gutierre, deseándole que su honor se vea tan perdido como el de ella.
En el Acto II, don Enrique, aprovechando que Gutierre está encarcelado, consigue entrar en la casa y abordar a solas a Mencía. Esta se muestra recelosa y le pide que se marche, y entonces oyen a don Gutierre que llega, pues el alcaide le ha dejado salir bajo promesa de volver en unas horas. Aterrada de contarle la verdad, Mencía esconde a don Enrique y se las ingenia para sacarle de la casa, fingiendo que hay un ladrón escondido en su habitación y armando alboroto acerca de ello. Pero no todo sale bien, pues Gutierre encuentra una daga del desconocido, y entra en sospechas. Al día siguiente, ya libre, deduce quién es su dueño, y se debate entre los celos y la prudencia. En un largo soliloquio, decide averiguar si doña Mencía le es infiel. Aquí declara abiertamente lo que piensa: el honor siempre está en peligro, pues depende de las mujeres, de quien no se puede fiar. El "médico de su honra", como se declara a sí mismo, se receta:

primeramente la dieta
 del silencio, que es guardar
 la boca, tener paciencia.
 Luego dice que apliquéis
 a vuestra mujer finezas,
 (...) porque el mal
 con el despego no crezca
 
(Acto II, versos 1674 - 1684)

Al final, insinúa que la ciencia del "médico de su honra" encontrará un remedio más drástico, si se confirman sus celos.
Por último, después de una serie de malentendidos, en parte causados porque el infante don Enrique tiene que salir de Sevilla huyendo por haber disgustado al rey, que cree que su hermano le intentaba matar con la malhadada daga, don Gutierre se convence de que su honor está en peligro, a pesar de que en realidad no tiene pruebas. Disimula con su esposa, que está llena de miedo y de malos presagios, y teme que su marido la mate.
El desenlace se produce en al Acto III. Don Gutierre es patológicamente incapaz de confiar en su esposa, pero no puede o no se atreve ni a tomar venganza del infante Don Enrique, ni a impedir a este su conducta o pedirle cuentas de ella.
Por otra parte, siendo lo primero para él mantener su reputación pública a salvo de cualquier publicidad o rumor, pues la sospecha o el rumor ya es una mancha de honor, no puede pedir justicia al rey públicamente, ni quiere darse por enterado del cortejo del príncipe.
Así pues, la solución que encuentra es matar a su esposa haciendo pasar el asesinato por obra de asaltantes desconocidos, para que ni siquiera se sospeche la causa. Esta solución es la "medicina" a que alude el título de la obra y los versos finales en una escena con el rey:

que el honor

con sangre, señor, se lava

(...)

Mira que médico he sido

de mi honra. No está olvidada

la ciencia.

(Acto III, Versos 2938 a 2948)

La posición del justiciero rey es ambigua. Acepta el asesinato sin hacer justicia, aun conociendo la inocencia de doña Mencía, como mal menor y, en cierto modo, justificado, y le da al asesino la mano de Leonor, ya que ahora es viudo. Durante toda la obra, se manifiesta su fracaso en manejar los malentendidos y juzgar las situaciones con prudencia, llegando también tarde para impedir el crimen. Se presenta como un rey duro, pero en definitiva sin criterio firme.
Leonor, que muestra durante toda la obra un gran odio por don Gutierre, sin embargo había rechazado casarse con don Arias como remedio a su situación y defendido a Gutierre como a un caballero que mira por su honor sobre todo, y al que ni siquiera un infante de Castilla va a conseguir deshonrar. Esta ambivalencia se resuelve en la última escena, cuando acepta la mano ensangrentada de Gutierre, aun manifestando expresamente saber que quizá ella corra la misma suerte que la primera esposa.

## Personajes
- Don Gutierre, caballero principal de Sevilla, y protagonista de la obra. Es uno de los personajes más controvertidos de Calderón. Obsesionado con el honor, celoso hasta el extremo, aparece como un personaje frío y finalmente despiadado, entregado a la idea del honor como reputación pública más que como virtud interior.
- El Rey don Pedro. Es el rey Pedro I de Castilla, llamado en la historia El Cruel o El Justiciero, que acabó sus días asesinado a manos de su medio hermano Enrique.
- El infante don Enrique, hermanastro del rey. Enamorado de doña Mencía, aparece como una persona impulsiva y egoísta, imbuido del poder de su posición y de su derecho a tener a la mujer que quiera, sin parar mientes en la moral, el honor o las dificultades que su comportamiento produce a su amada. El personaje histórico fue después rey con el nombre de Enrique II Trastamara (1369), tras asesinar a su hermanastro pero rey legítimo el rey don Pedro I, quien a su vez había mandado asesinar al hermano gemelo de Enrique y, por tanto, también hermanastro suyo, Fadrique Alfonso de Castilla.
- Don Arias, caballero amigo y confidente de don Enrique, aparece como el contrapunto —sensato, justo y caballeroso de verdad— de don Gutierre y de don Enrique. Está enamorado de doña Leonor.
- Don Diego, otro caballero del séquito de don Enrique.
- Coquín, lacayo de don Gutierre, a medias bufón y mensajero. Pone el contrapunto cómico de la obra, pero es también el que, desde su posición subordinada y sin poder, tiene el punto de vista moral más llano, natural y sano.
- Doña Mencía de Acuña, dama principal de Sevilla, cortejada por don Enrique, casada contra su voluntad por su padre con don Gutierre. Decidida a guardar sobre todo el honor y la castidad, su inocencia no le sirve para salvarse: juguete de las pasiones de otros y de las normas sociales, no tiene el valor o la prudencia de conseguir que brille su inocencia. Queriendo ser virtuosa sobre todo, aparece como pasiva y a merced del destino.
- Doña Leonor, hermosa dama de Sevilla, pero sin fortuna y sin familia. Abandonada por don Gutierre por sospechas, es toda fuego y actividad: reclama al rey, maldice y protesta. En el fondo sigue amando a don Gutierre, como se revela al final, por encima de consideraciones morales y del propio peligro. Acepta de buen grado la ideologìa social del honor, pero la maneja y comprende con menos pasividad y más éxito que la protagonista, siendo sin embargo menos escrupulosa en su conducta personal.
- Jacinta, una esclava herrada (atada con cadenas). Es la figura clásica de la criada corrompible por el seductor de su señora, en este caso porque es esclava y don Enrique le promete la libertad.
- Inés, criada.
- Teodora, criada.
- Ludovico, sangrador. Utilizado por don Gutierre en su criminal trama.
- Un viejo, que pide ayuda al rey en una parte de la obra
- Tres soldados.